# Berufsbildungswerk Dresden

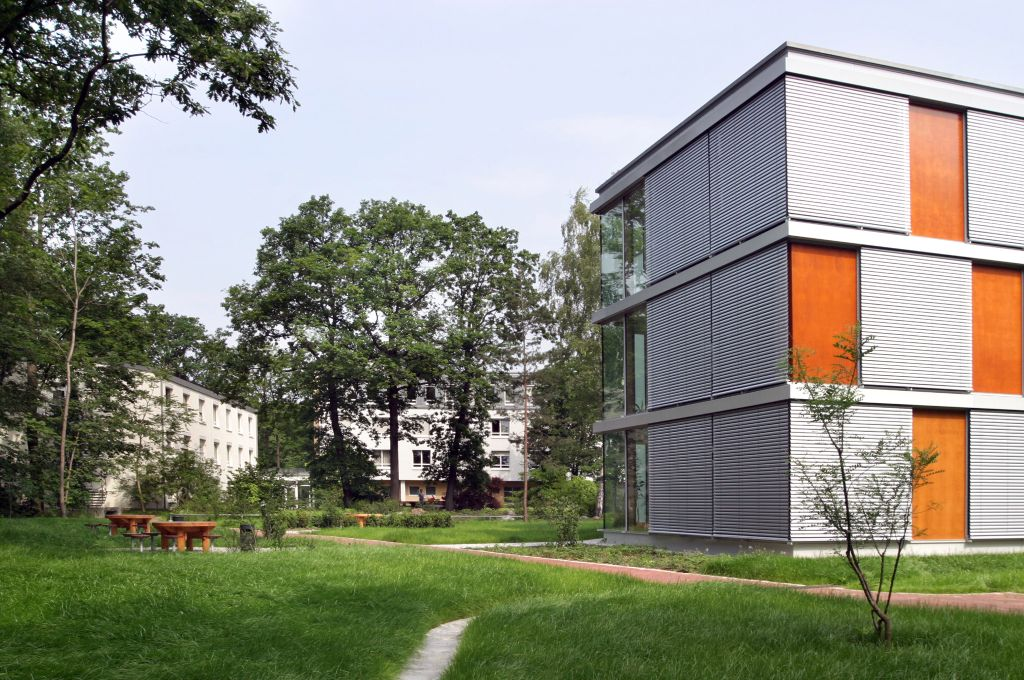
Wohnheim im Berufsbildungswerk Sachsen

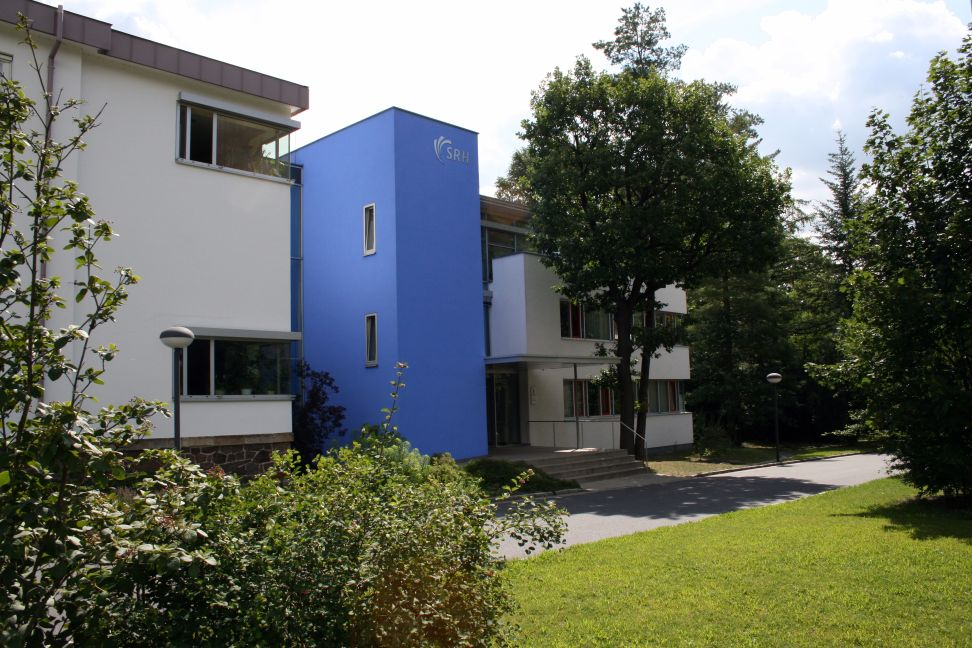
Wohnheim und Azubi-Betreuung

Im Berufsbildungswerk Dresden können Jugendliche mit gesundheitlichen Einschränkungen eine berufliche Erstausbildung in 19 staatlich anerkannten Ausbildungsberufen absolvieren. Zum Konzept des Dresdner Unternehmens gehören auch behindertengerechte Wohnmöglichkeiten, eine ärztliche und physiotherapeutische Betreuung, sowie sozialpädagogische und psychologische Beratung. Sport- und Freizeitangebote sollen die soziale Integration der Auszubildenden fördern. Das Berufsbildungswerk Dresden ist ein Geschäftsbereich des SRH Berufsbildungswerkes Sachsen.

## Standort
Das Gelände des Berufsbildungswerks befindet sich knapp außerhalb des Elbtalkessels an der Hellerhofstraße im Norden Dresdens. Es liegt in der Gemarkung Trachenberge und gehört zum statistischen Stadtteil Hellerberge.

## Geschichte
1896 wurde auf einem Gelände im Dresdner Norden zwischen Wäldern und Weinbergen das Sächsische Krüppelheim/Maria-Anna-Kinderhospital (Namensgeberin Prinzessin Maria-Anna) gegründet. Die Einrichtung lag zu Zeiten ihrer Gründung vor den Toren Dresdens.
Aus dem Gründungsplan: „Das Sächsische Krüppelheim soll umfassen: eine Erziehungs- und Bildungsanstalt, [...] eine Beschäftigungsanstalt, […] eine Versorgungsanstalt.“
1900 wurde das Sächsische Krüppelheim in Sächsisches Krüppelheim, Königin-Carola-Stiftung umbenannt. Die Namensänderung war die Bedingung für eine Spende von 30.000 Mark, die die Stadtverordneten Dresdens bewilligten.
1939 erfolgte eine erneute Umbenennung in Sächsisches Heim für Körperbehinderte. Auch von 1939 bis 1945 lief der Betrieb der Einrichtung weiter. Nach Kriegsende 1945 wurden auf dem Gelände die Schwerbeschädigtenwerkstätten Dresden gegründet und 1962 eine neue Bezeichnung Rehabilitationszentrum für Berufsbildung (RZB) Dresden eingeführt. Ausgebildet wurden unter anderem Bauzeichner, Zerspaner und Elektromechaniker.
Im November 1990 wurde die Berufsbildungswerk Sachsen GmbH mit der SRH-Unternehmensgruppe Heidelberg als Gesellschafter gegründet. 1996 trat die Diakonische Gesellschaft zur Förderung der beruflichen Bildung gGmbH als zweiter Gesellschafter hinzu.

## Ausbildung
Das Berufsbildungswerk Sachsen bildet in drei Berufsbereichen aus:
- Technik/Konstruktion/Metall (Fachpraktiker für Metalltechnik, Fachpraktikerin für Zerspanungsmechanik, Zerspanungsmechaniker, Technischer Produktdesigner, Bauzeichner)
- IT/Elektro/Mediendesign (Fachpraktikerin für Fachinformatik, Fachinformatiker für Systemintegration, Fachinformatikerin für Anwendungsentwicklung, Elektroniker für Geräte und Systeme, Fachpraktikerin für Industrieelektrik, Mediengestalter Digital und Print)
- Wirtschaft/Verwaltung/Service (Servicefachkraft für Dialogmarketing, Kaufmann für Dialogmarketing, Kaufmann für Dialogmarketing, Fachpraktiker für Bürokommunikation, Steuerfachangestellter, Verwaltungsfachangestellte, Kaufmann für Büromanagement, Verkäufer)

## Wohnen und Freizeit
Die Jugendlichen wohnen in Wohnheimen (behindertengerechte Einzel- oder Doppelzimmer) auf dem Gelände. Den Jugendlichen stehen vielfältige Freizeitmöglichkeiten zur Verfügung (z. B. Holzwerkstatt, Keramikzirkel, Bandproberaum, Tanzkurs (rollstuhlgerecht)).

## Weitere Aktivitäten
Das SRH Berufsbildungswerk Sachsen betreibt auch die Beruflichen Trainingszentren (BTZ) Dresden, Cottbus, Leipzig, Rostock, Bautzen. Im April 2022 ist die Eröffnung eines weiteren Standortes in Wildau geplant. Sie ermöglichen Beratung, Training und Stabilisierung von Menschen mit psychosozialen Schwierigkeiten, um sie in den Arbeitsmarkt zu (re)integrieren bzw. dem Verlust des Arbeitsplatzes vorzubeugen.
Am 1. Oktober 2007 startete das Berufsbildungswerk Dresden gemeinsam mit dem Behinderten-Sportverband Brandenburg und dem Olympiastützpunkt Brandenburg in Cottbus ein Verbundprojekt zur beruflichen Förderung von jungen Sportlern mit Behinderung. Ziel ist es, dass die jungen Sportler mit Behinderung auf eine Berufsausbildung vorbereitet werden und parallel weiterhin am Olympiastützpunkt Cottbus trainieren können.
Seit Januar 2014 ist das Berufsbildungswerk Sachsen Träger der SRH Montessori-Grundschule in Dresden-Leuben. Die Schule ist eine Ganztagsschule in freier Trägerschaft mit integriertem Hort (staatlich anerkannte Ersatzschule). Im August 2015 hat das Berufsbildungswerk die SRH Oberschule Dresden eröffnet. Im Schuljahr 2020/21 eröffnete das SRH Berufliche Gymnasium Dresden in Dresden-Lockwitz.